# Кастер (Мичиген)
Кастер (енгл. Custer) град је у америчкој савезној држави Мичиген.

## Демографија
По попису из 2010. године број становника је 284, што је 34 (-10,7%) становника мање него 2000. године.
| Група             | 2000.       | 2010.       |
| Белци             | 289 (90,9%) | 265 (93,3%) |
| Афроамериканци    | 0 (0,0%)    | 2 (0,7%)    |
| Азијати           | 1 (0,3%)    | 0 (0,0%)    |
| Хиспаноамериканци | 11 (3,5%)   | 11 (3,9%)   |
| Укупно            | 318         | 284         |